# Parastenocaris boulouensis
Parastenocaris boulouensis is een eenoogkreeftjessoort uit de familie van de Parastenocarididae. De wetenschappelijke naam van de soort is voor het eerst geldig gepubliceerd in 2005 door Apostolov.